# Test nucleare nordcoreano del gennaio 2016
Con test nucleare nordcoreano del gennaio 2016 si fa riferimento al quarto test nucleare effettuato dalla Corea del Nord il 6 gennaio 2016 alle ore 10:00:01 (ora locale) presso il sito di Punggye-ri, approssimativamente a 50 km a nordovest della città di Kilju nella provincia omonima. Lo United States Geological Service ha registrato un terremoto di magnitudo 5.1 in loco; il China Earthquake Networks Center ha registrato una magnitudo di 4.9.
I media della Corea del Nord annunciarono che il regime aveva testato con successo una bomba all'idrogeno. Tuttavia gli esperti di terze parti, oltre ai funzionari e alle agenzie sudcoreane, hanno dubitato della veridicità dell'annuncio della Corea del Nord, sostenendo che l'ordigno fosse più probabilmente una bomba a fissione nucleare oppure un'arma a fissione potenziata. Tali armi usano la fusione dell'idrogeno per produrre piccole e più leggere testate adatte per armare un dispositivo di somministrazione, come un missile, piuttosto che per raggiungere il potere distruttivo di una vera bomba all'idrogeno.

## Contesto
Il governo della Corea del Nord (ufficialmente Repubblica Popolare Democratica di Corea) ha condotto precedentemente altri tre esperimenti nucleari sotterranei nel 2006, 2009 e 2013, a seguito dei quali ha ricevuto le sanzioni del Consiglio di Sicurezza delle Nazioni Unite.
I presidenti degli Stati Uniti d'America e Corea del Sud avevano esortato la Corea del Nord a riprendere parte al cosiddetto "dialogo a sei" nell'ottobre del 2015. I presidenti hanno inoltre messo in guardia la Corea del Nord contro l'eventualità di un quarto test nucleare.
Nel dicembre 2015 il leader supremo della Corea del Nord Kim Jong-un ha rivendicato la capacità del proprio paese di lanciare una bomba all'idrogeno, ovvero un dispositivo molto più potente rispetto alle tradizionali bombe atomiche utilizzate nel precedenti esperimenti ; tale affermazione tuttavia fu accolta con scetticismo dalla Casa Bianca e dal governo sudcoreano.
Nel successivo discorso di capodanno, Kim Jong-un ha avvertito che la provocazione degli "invasori esterni" avrebbe incontrato una "guerra santa di giustizia".